# Paul Rönn
Paul Ragnvald Rönn, född 16 september 1934 i Petalax, Finland, död 16 augusti 2014 i Grankulla, Finland, var en finlandssvensk finansman, investerare och fastighetsmäklare.
Paul Rönn var son till Gustav Rönn och Helmi Aspholm samt bror till Lars Rönn. 
Efter studier började han arbeta inom finansbranschen, bland annat för flera banker i Finland och utomlands. I Finland samarbetade han med Erik Skön.
Han var bosatt i Grankulla, där han också bodde största delen av sitt liv. Han var gift med Astrid Rönn och var far till två barn.